# Á Eiðinum
El Á Eiðinum es un estadio de fútbol de usos múltiples ubicado en Vágur, Islas Feroe. El estadio tiene capacidad para 3.000 espectadores y está equipado con Césped artificial.
El estadio alberga los partidos de local del FC Suðuroy, equipo de la 1. deild, la segunda división de Islas Feroe.